# Uganda Broadcasting Corporation
Uganda Broadcasting Corporation, conosciuta anche con l'acronimo di UBC, è l'ente radiotelevisivo pubblico dell'Uganda. Trasmette dalla capitale Kampala in lingua inglese.

## Storia
Con l'Uganda Broadcasting Corporation Act del 2004, Uganda Television (UTV) e Radio Uganda vennero accorpate. Il nuovo ente radiotelevisivo iniziò a trasmettere il 16 novembre 2005.
L'Uganda Broadcasting Corporation Act dichiarava che la UBC si sarebbe mantenuta con il pagamento di un canone. Nel 2005 la raccolta del canone cominciò ma fu successivamente sospesa dal presidente Yoweri Museveni.
Fino a maggio 2011 il direttore della società fu Edward Musinguzi. In quella data fu licenziato insieme al resto dell'amministrazione per «gravi episodi di corruzione» riguardanti stipendi non pagati, vendita di terreni di proprietà dell'azienda e pubblicità venduta durante i Campionati del mondo di calcio del 2010.
Quando nel 2016 Frank Tumwebaze si insediò come ministro delle tecnologie dell'informazione e della comunicazione, questi istituì una commissione ad hoc per indagare negli affari dell'azienda. La commissione trovò che la UBC aveva debiti e troppi dipendenti, sottopagati e impiegati male, tra le varie infrazioni.
Un team di esperti cercò di porre rimedio a queste lacune, riducendo il personale da 525 a 349 persone, soprattutto favorendo il pensionamento, anche anticipato, di alcune di loro.
A ottobre 2018 l'azienda assunse Maurice Mugisha, precedentemente direttore del notiziario di NTV Uganda, come vicedirettore.
UBC gestisce complessivamente 1 canale televisivo e 5 stazioni radio nazionali.

## Servizi

### Televisione
| Nome        | Sede    | Тipo        | Lancio | Lingua  |
| ----------- | ------- | ----------- | ------ | ------- |
| UBC TV      | Kampala | generalista | 1951   | inglese |
| UBC Red     | Kampala |             |        | inglese |
| UBC Star TV | Kampala |             |        | inglese |
| UBC West    | Kampala |             |        | inglese |

### Radio
| Nome          | Sede    | Тipo | Lancio | Lingua  |
| ------------- | ------- | ---- | ------ | ------- |
| UBC Star FM   | Kampala |      |        | inglese |
| UBC Butebo FM | Kampala |      |        | inglese |

## Ricezione

### Terrestre
La radio di Uganda Broadcasting Corporation trasmette in AM e in FM; la televisione trasmette in standard DVB-T HD.

### Satellite[6]
| Satellite          | Intelsat 33e                                                       | Express AMU1                                                       | Express AMU1                                                       | Eutelsat 10B                                                       | Eutelsat 7C                                                        | SES 5                                                              | Eutelsat 3B                                                        |
| Posizione orbitale | 60.0° E                                                            | 36.1° E                                                            | 36.1° E                                                            | 10.0° E                                                            | 7.0° E                                                             | 5.0° E                                                             | 3.1° E                                                             |
| Canali             | UBC TV, UBC Red, UBC Star TV, UBC West, UBC Star FM, UBC Butebo FM | UBC TV, UBC Red, UBC Star TV, UBC West, UBC Star FM, UBC Butebo FM | UBC TV, UBC Red, UBC Star TV, UBC West, UBC Star FM, UBC Butebo FM | UBC TV, UBC Red, UBC Star TV, UBC West, UBC Star FM, UBC Butebo FM | UBC TV, UBC Red, UBC Star TV, UBC West, UBC Star FM, UBC Butebo FM | UBC TV, UBC Red, UBC Star TV, UBC West, UBC Star FM, UBC Butebo FM | UBC TV, UBC Red, UBC Star TV, UBC West, UBC Star FM, UBC Butebo FM |
| Frequenza          | 3778 R                                                             | 12265 V                                                            | 12440 H                                                            | 3850 L                                                             | 11044 V                                                            | 11804 H                                                            | 3914 R                                                             |
| SR                 | 5720                                                               | 31420                                                              | 27500                                                              | 9170                                                               | 45000                                                              | 27500                                                              | 13725                                                              |
| FEC                | 3/4                                                                | 3/4                                                                | 3/4                                                                | 3/4                                                                | 5/6                                                                | 3/4                                                                | 3/4                                                                |
| Modulazione        | 8PSK                                                               | 16APSK                                                             |                                                                    | 8PSK                                                               | QPSK                                                               | QPSK                                                               | 8PSK                                                               |

### Streaming
Uganda Broadcasting Corporation in streaming